# Pipaluk K. Jørgensen
Pipaluk Kreutzmann Jørgensen (* 1981) ist eine grönländische Theater- und Filmproduzentin.

## Leben
Pipaluk ist die jüngere Schwester der Sängerin Nina Kreutzmann Jørgensen (* 1977) und wuchs in Nuuk auf. Sie besuchte die Højskole in Egå bei Aarhus und begann sich dort für die Schauspielerei zu interessieren. Anschließend studierte sie an der Skandinavischen Theaterschule in Kopenhagen, wechselte aber nach zwei Jahren zu einer Ausbildung als Sozialpädagogin. Im Alter von 26 Jahren schrieb Jørgensen das Schauspiel Malugisarpara („Ich fühle es“), das auf dem Debütalbum der Sängerin Kimmernaq Kjeldsen basierte. Sie zog zurück nach Nuuk und brach auch die Ausbildung zur Sozialpädagogin ein halbes Jahr vor dem Abschluss ab. 
2009 schrieb Jørgensen die Tanzaufführung Tulugaq („Rabe“) und 2010 das Theaterstück Oqarit inuullutillu („Sag es und leb“). Diese führte sie anschließend neben Grönland auch in Kanada auf, wo sie Kontakte mit verschiedenen indigenen Volksgruppen knüpfte. Später produzierte Jørgensen den Dokumentarfilm The Raven’s Storm. 2017 begründete sie das jährliche Nuuk International Film Festival, bei dem auch Filmproduzenten aus Nunavut und Sápmi einbezogen werden. 2018 erschien nach siebenjähriger Produktion der Spielfilm Anori mit Nukâka Coster-Waldau in der Hauptrolle. Pipaluk K. Jørgensen war dabei sowohl Drehbuchautorin als auch Regisseurin. Der Film wurde auf dem ImagineNative Film + Media Arts Festival 2018 in Toronto, dem Interrobang Film Festival 2019 in Des Moines und dem Māoriland Film Festival 2018 in Ōtaki ausgezeichnet. 
Bei dem oscarnominierten Kurzfilm Ivalu trat Jørgensen als Co-Regisseurin an der Seite von Anders Walter in Erscheinung. Der Anfang Januar 2023 veröffentlichte Film handelt von den Schwestern Ivalu und Pipaluk, von denen die ältere plötzlich verschwunden ist, was ihre jüngere Schwester so nicht hinnehmen will.